# Guillaume Rondelet
Pour les articles homonymes, voir Rondelet.
Guillaume Rondelet, né le 27 septembre 1507 à Montpellier et mort à Réalmont le 30 juillet 1566 , est un médecin et naturaliste français, célèbre pour un ouvrage sur les poissons et pour avoir formé en médecine plusieurs élèves renommés. Il est aussi le premier à utiliser une nomenclature binominale scientifique, en latin, qui sera ensuite généralisée par Carl Von Linné.

## Biographie
Le père de Rondelet est « aromatarius, ce qui répondait aux trois professions aujourd'hui distinctes d'épicier, de droguiste et de pharmacien ». Il meurt quand Rondelet est encore un enfant. L'avenir de cet enfant est sombre, car son père, qui a une nombreuse famille, le destine à l'état ecclésiastique et lui lègue peu d'argent ; d'autre part, on le place chez une femme atteinte d'une maladie vénérienne et qui le contamine : sa santé sera faible toute sa jeunesse.
La relève est généreusement prise par son frère aîné Albert, qui subvient à ses études. Quand il arrive à Paris en 1525, à 18 ans, il est néanmoins très ignorant ; il a mis longtemps à apprendre à lire et ses maîtres ont été mauvais. Mais, à Paris, il prend son essor. Il retourne à Montpellier en 1529 et s'inscrit en médecine à l'université. Un an plus tard, il est nommé procureur des écoliers ; c'est à ce titre qu'il reçoit l'inscription de Rabelais ; Rabelais et Rondelet partagent peut-être une bouteille (Rondelet, craignant la goutte, ne renonce au vin qu'à l'âge de 25 ans), en tout cas ils partagent, avec Guillaume Pellicier, du garum, redécouvert, et ils deviennent amis. C'est à ce même titre de procureur qu'il reçoit en octobre l'ordre de radier Michel de Notre-Dame (Nostradamus), qui avait été apothicaire, et qui calomniait les médecins,.
Reçu bachelier, Rondelet va exercer à Pertuis, complétant son revenu en donnant des leçons aux enfants. Il retourne ensuite à Paris, apprendre le grec et l'anatomie, en bénéficiant de l'aide de son frère Albert. Jean Gonthier d'Andernach l'initie à l'art, alors peu pratiqué, de la dissection.
Il pratique ensuite à Maringues et reçoit à Montpellier le titre de docteur en 1537. Il se marie en janvier suivant ; sa belle-sœur subvient si généreusement aux besoins du couple qu'elle empêche Rondelet d'aller chercher sa subsistance auprès de Pellicier, devenu ambassadeur à Venise. C'est à cette époque que se place l'épisode, qui suscite beaucoup d'incompréhension, où, son fils aîné étant mort, il en fait lui-même la dissection.
Il devient l'un des deux médecins du cardinal de Tournon (il a la charge pendant six mois et le reste de son temps est consacré à la recherche) ; il l'accompagne dans différents voyages, notamment en Italie (il rencontre Ulisse Aldrovandi) et aux Pays-Bas. Partout, il cherche à aller voir la mer et ses poissons.
En 1545, il devient professeur royal de médecine à Montpellier ; il va influencer de très nombreux scientifiques. De concert avec Jean Schyron, Antoine de Saporta et Jean Bocaud, il fait construire en 1556 un théâtre anatomique. C'est le lieu de ses dissections devant public.
Jean Schyron étant mort en novembre de cette même année 1556, il devient chancelier de la faculté.
Converti à la foi protestante en 1561, il devient l'un des dirigeants de l'Église réformée de Montpellier, établie depuis 1560.
En juillet 1566, Rondelet est à Toulouse pour y régler des intérêts de quelques membres de sa famille. Il fait chaud, il est fatigué. Une épidémie régnante, lui fit contracter la dysenterie. Ça ne l'empêche pas de se rendre à Réalmont avec un ami, d'aller y voir sa femme malade. Une fois arrivé, la dysenterie s'aggrave, et il y meurt le 30 juillet,. Laurent Joubert lui a succédé.

## Contributions

### Ichtyologie

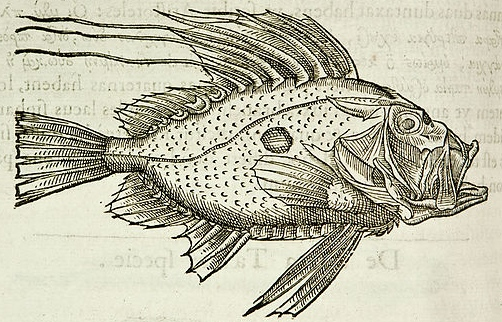
Illustration du De piscibus marinis, 1554

C'est son Histoire des poissons qui assure à Rondelet la plus grande renommée. Il y décrit 244 espèces de Méditerranée. Très critique pour les textes anciens, il rejette tout ce qui lui peut paraître être une fable. Les illustrations, sur bois (l'artiste est inconnu), permettent de reconnaître parfaitement les différentes espèces. Georges Cuvier écrit : 
« Bien qu'il n'y ait encore dans Rondelet ni ordre, ni genre, ni disposition d'espèces, rien en un mot de cet échafaudage qui nous est si nécessaire aujourd'hui pour nous retrouver dans l'immense multitude d'êtres que l'histoire naturelle embrasse, on y voit cependant le sentiment de la méthode ; il est facile de reconnaître qu'il avait aperçu des rapports entre les espèces. »

### Botanique
Même s'il n'a pas publié d'ouvrage de botanique, l'influence de Rondelet dans ce domaine est considérable. Jean-Antoine Rioux parle d'un « miracle Rondelet », continué par Pierre Richer de Belleval, fondateur du jardin botanique de Montpellier ; ce jardin sera un centre de développement pour le pré-linnéisme et le linnéisme.

### Élèves
Rondelet aimait rencontrer ses élèves ; il était jovial et égayait « son discours par de petits contes et des plaisanteries ».
- François Rabelais[5]
- Jean Bauhin[25]
- Volcher Coiter[26],[27]
- Jacques Daléchamps
- Nicolas Dortoman[28],[17],[29]
- Charles de l'Écluse
- Conrad Gessner[30],[31]
- Laurent Joubert
- Mathias de l'Obel[32]
- Pierre Pena
- Félix Platter[33],[34],[35]
- Johannes Posth (de)[36],[37]
- Léonard Rauwolf[38]

- Jacques Salomon, dit de Bonail d'Assas, gendre de Rondelet[39]

## Œuvres (liste partielle)
- Histoire naturelle des poissons, en latin :

1. De piscibus marinis, libri XVIII, in quibus veræ piscium effigies expressæ sunt, Lyon, apud Matthiam Bonhomme, 1554
2. Universæ aquatilium historiæ pars altera, cum veris ipsorum imaginibus, 1555Ces deux ouvrages, et leurs traductions, sont les seuls que Rondelet a consacrés à l'ichtyologie. Les autres sont des ouvrages de médecine.

- Methodus de materia medicinali et compositione medicamentorum, Padoue, 1556
- L’histoire entière des poissons, composée premièrement en latin par Maître Guillaume Rondelet …, maintenant traduites en français. Avec leurs portraits au naïf, Lyon, Macé Bonhomme, 1558, parties 1 et 2 en 1 vol. in-folio, accompagné de gravures sur bois, trad. Laurent Joubert
  - L’histoire entière des poissons, préface François Meunier et Jean-Loup d’Hondt, Paris, C.T.H.S., 2002  (ISBN 2735505014 et 9782735505012) — Avec bibliographie. Fac-similé de l'édition de 1558.
- De ponderibus, sive de iusta quantitate et proportione medicamentorum, Anvers, Christophe Plantin, 1561
- « De fucis », dans Gabriel Fallope, Opuscula, Padoue, 1566
- Methodus curandorum omnium morborum corporis humani, Lyon, 1575
  - Traité de vérole, trad. Étienne Maniald, 1576 — Traduction de De morbo Italico, p. 833 de Methodus, 1575
- « Formulæ aliquot remediorum […], libro de internis remediis omissæ », dans Mathias de l'Obel, Plantarum, seu, Stirpium historia, Christophe Plantin, 1576 — Formules de quelques remèdes omises du livre sur les remèdes internes
- « De succedaneis », dans Caspar Schwenckfeld, Thesaurus pharmaceuticus, Bâle, 1587, ou Francfort, 1630
- De urinis, Francfort, 1610
- « Consilia quædam medica », dans Lorenz Scholz von Rosenau, Consiliorum medicinalium, conscriptorum a præstantissimis atque exercitatissimis nostrorum temporum medicis, Hanovre, Wechel, 1610
- Opera omnia medica : édition de Chouët, 1620, avec des inédits ;  édition de Chouët, 1628

### Mémoire

#### Honneurs
- Joubert lui fit faire une inscription[42] « sur le frontispice des écoles de médecine[43] ».
- Un genre de poissons abyssaux, Rondeletia, et la famille dont ce genre fait partie, Rondeletiidae, rappellent la mémoire de Rondelet.
- De même un genre botanique, Rondeletia.
- Buste de Rondelet, Jardin des plantes de Montpellier[44].
- Il y a, à Montpellier, une rue Rondelet.

#### Rondelet dans la littérature
- Rondelet est le modèle du personnage du docteur Rondibilis dans le Tiers Livre de François Rabelais[45],[8].
- Dans le deuxième tome de la série de romans Fortune de France, Robert Merle le fait apparaître dans les dernières semaines de sa vie.
- Dans le roman L’œuvre au Noir de Marguerite Yourcenar, Rondelet est évoqué pour ses dissections sur le corps de son jeune fils et de sa belle-mère.